# 阪神タイガースの応援団
阪神タイガースの応援団（はんしんタイガースのおうえんだん）では、阪神タイガースを応援する応援団について本項目で記述する。

## 阪神タイガース応援団
阪神タイガース応援団（はんしんタイガースおうえんだん）は1980年（昭和55年）に「阪神タイガース私設応援団」として発足し、2005年（平成17年）のシーズン途中で2つに分裂した後に、2008年（平成20年）に現在の団名になった私設応援団連合である。阪神タイガースに関する応援団としては最も歴史が長い。
この団体は応援時に黄色のジャージを着用しているので「黄ジャージ」・「ジャージ」・「イエロージャージ」などと呼ばれている。
阪神の応援団としては設立以来最大規模を誇っている応援団でもある。
中虎連合が活動していた頃の甲子園球場ではライトスタンドの前段を中心に活動しており、中段より上を中虎連合が担っていた。
甲子園では、若虎会、一虎会、楽援会、IT会、三国虎虎会の五団体が主にリードしていたが、若虎会並びに楽援会の中心メンバーの不祥事により解散。「阪神伍虎会」として再編された。
甲子園球場、ビジター球場、地方球場におけるリード（応援指揮）を含めた応援活動は「阪神タイガース応援団」を中心に行われる。これは、2005年（平成17年）に「阪神タイガース私設応援団（当時）」が分裂して「阪神タイガース応援団」「阪神タイガース私設応援団」の2団体になった際に、双方で応援活動に関する取り決めが行われたことに準ずる。現時点で応援のイニシアチブは「阪神タイガース応援団」が有するが、両団体が対立関係にあるわけではない。

### 加盟応援団
- 札幌眞虎会
- 札幌応援団
- 関東若虎会
- 富山応援団
- 東海猛虎会 - 2023年（令和5年）終盤より活動停止、2025年（令和7年）より上層部を除いて活動再開
- 阪神伍虎会 - 2016年（平成28年）に甲子園を拠点としていた5団体が合流して結成。
- 三備応援団
- 岡山若虎会
- 広島猛虎会 - 2023年（令和5年）終盤より活動停止中
- 四国猛虎会 - 2005年（平成17年）に四国4県の応援団が合流して結成。2006年（平成18年）より活動。
- 福虎会

### 元加盟団体
ここでは、後述の分裂した「阪神タイガース私設応援団」加盟団体は含まない。
- 若虎会
- 一虎会
- IT会
- 楽援会
- 三国虎虎会
- 山陰米虎会

東海猛虎会と広島猛虎会については、2024年（令和6年）2月22日に阪神タイガース応援団公式ウェブサイトにて、「マツダスタジアム・バンテリンドームナゴヤで応援される阪神タイガースファンの皆さまへ」という名目でバンテリンドームナゴヤでは富山応援団、マツダスタジアムでは三備応援団が中心となって行われると発表された。2025年（令和7年）より東海猛虎会は活動を再開したが、広島猛虎会については未だ不明である。

## 阪神タイガース私設応援団
阪神タイガース私設応援団（はんしんタイガースしせつおうえんだん）は、1980年（昭和55年）に「阪神タイガース私設応援団」として発足。初代団長は松林豊。2005年（平成17年）のシーズン途中に2つに分裂し現在の形になった私設応援団連合である。阪神タイガースに関する応援団としては、「阪神タイガース応援団」と並んで最も歴史が長い。
阪神タイガース応援団同様、黄色のジャージを着用する為「黄ジャージ」・「ジャージ」・「イエロージャージ」などと呼ばれている。

### 加盟応援団
- 東北猛虎会
- 新潟支部
- 石川応援団
- 琵琶虎会
- 関西衝虎会（意気衝天） - 2023年（令和5年）終盤より活動停止、2025年（令和7年）より活動再開
- 愛虎会
- 猪虎会
- 松虎会
- 姫路和虎会
- 和歌山支部
- 岡山猛虎会
- 呉愛虎会 - 2023年（令和5年）終盤より活動停止中
- 山口猛虎会 - 2023年（令和5年）終盤より活動停止中、1985年（昭和60年）に設立[3]
- 香川猛虎会
- 徳島猛虎会
- 沖縄猛虎会

## 中虎連合会
中虎連合会（ちゅうとられんごうかい）は、かつて存在したプロ野球阪神タイガースの私設応援団の連合の一つ。中でも黒の法被を揃いで着ていた一部の応援団は、「黒法被連合」と自他ともに呼称されていた。黒法被の基礎団体は『東京岡田会・名古屋岡田会・関西連合会・広島褒虎会の4団体』。会長は山岡登志雄。
東京岡田会・名古屋岡田会も2003年（平成15年）当時中虎連合会所属であったが、2001年（平成13年）に関東所属応援団全団体が自動的・強制的に中虎連合となっていただけで、個性の強い東京・名古屋岡田会が中虎に所属していたと知らなかった団員もいた

### 概要
阪神が優勝した1985年（昭和60年）後に結成されたいくつかのタイガース（虎）私設応援団が、阪神甲子園球場のライトスタンド中段で応援活動を行っていたため、「中虎」と呼ばれるようになり、各応援団をまとめるために1987年（昭和62年）に連合会を結成した。全国に傘下26団体を持ち、会員は数百人規模であった。
ビジター球場では積極的にリードを執っていたが、本拠地阪神甲子園球場でのリードは、暗黒時代のオープン戦を除き一切行われなかった。
「阪神タイガース私設応援団（当時）」とともにタイガース応援団の二大組織であったが、連合会内の各応援団は独立性が強く、相互の結びつきは弱かった。しかし関西連合会などを中心に結束し、中虎連合会の幹部に暴力団構成員を就任させ、会員メンバーにも暴走族所属メンバーなどが多数在籍していたり、他の応援団との小競り合いやファン、球場関係者への暴力事件も起こしていた。
もともと、1984年（昭和59年）に始まった山口組と一和会の山一抗争での組員同士のトラブルが甲子園球場に波及しないようにと設立され、山口組系が代々仕切ってきた団体と言われる。
だが、2002年（平成14年）には山口組系幹部でもある副会長が東京ドーム社員への恐喝容疑で逮捕され、2003年（平成15年）にも山口組系宅見組元組員の会長と前述副会長が甲子園球場長への脅迫容疑で逮捕される。そして同年10月、関西連合會東京一家リーダーの一人が東京ドーム敷地内において転売目的でチケット流通ルートを取り仕切るなどのダフ行為などの悪質行為を行う悪質私設応援団4団体のうちの1つと中虎連合会が認定されて、2004年（平成16年）にプロ野球暴力団等排除対策協議会によって中虎連合会に加盟する全応援団が球場に出入り禁止となった。
これにより2004年（平成16年）のオープン戦からは、「阪神タイガース私設応援団（当時）」とその関連団体のみが応援の指揮をとることになった。
2005年（平成17年）3月には、作者不詳だった阪神タイガース応援歌「ヒッティングマーチ1番」及び同「2番」の作詞・作曲者を中虎連合会に仕立て、日本音楽著作権協会に登録し、著作権使用料数千万円を不正に受け取っていた著作権法違反（著作者名詐称）容疑で会長とレコード会社ディレクターが兵庫県警により逮捕されている。これを機に中虎連合会は正式に解散した。

### 所属団体（2003年／平成15年当時）
黒法被連合
- 関西連合會(東京一家)
- 虎星会
- 鹿児島薩虎会
- 東京岡田会(一時期、東京萩原誠応援団東誠会)
- 名古屋岡田会
- 虎姫会
- 全国志明會(東京、広島）
- 神戸神虎会
- 全國狂虎会連合
- 神戸狂虎会
- 狂虎会福岡一家
- 狂虎会横濱一家
- 別寅會（中津、関東）

甲子園を拠点としていた応援団（）内は、支部が存在した地域名。
- 神戸真弓会（東京・名古屋・岡山）
- 柳川真弓会（福岡）
- 関西浪虎会（東京・名古屋・岡山）
- 塚虎会
- 桜虎会（東京・名古屋）
- 甲虎会
- 堺猛虎会
- 梅虎会
- 虹虎会
- 飛虎会
- 掛虎会（関東）
- 四條畷山脇会

アルプススタンドの応援団
- 泉州虎乃会
- 京都新虎会

関東地区の応援団
- 東京昇虎会
- 大日本虎塾
- 東京猛虎会

名古屋地区の応援団
- 三虎会

### 元所属団体
- 中京八虎会
- 名古屋中野会
- 東京平田会（2002年〈平成14年〉シーズンで活動休止）
- 守虎連合会（2002年〈平成14年〉末に脱退・独立）[10][11]
- 関東若虎会（2003年〈平成15年〉4月に活動休止。2004年〈平成16年〉に阪神タイガース応援団傘下団体として活動再開)
- 関東応援団
- 永尾会系銀虎会
- 横浜吼虎会
- 白虎会
- 紅虎会（東京弐番会）
- 黄虎会
- 虎風会
- 横浜北村会
- 東京永虎会
- 東京酔虎会
- 関東友虎会
- 我孫子和田会
- 関東誠虎会

### その他
2002年（平成14年）3月16日に行なわれた中虎連合会設立15周年パーティでは、セ・リーグ6球団及びパ・リーグ5球団の応援団員も参加して総勢200人が出席した。

## 守虎連合会
守虎連合会（もりとられんごうかい）は、阪神タイガースの私設応援団連合会。

### 概要
2002年（平成14年）に設立され、かつては中虎連合会に加盟していたが2002年（平成14年）末に脱退・独立した。当連合は7団体・団員50～60人で構成されていた。長年、阪神甲子園球場のレフト外野席下段から中段のバックスクリーンよりに陣取って応援活動をしていたが、2003年（平成15年）オフに起きた中虎連合会絡みの事件によって、同会が出入り禁止措置を受けたことを受け、2004年（平成16年）は活動自粛。2005年（平成17年）のオープン戦から活動再開をしたものの、HM変更問題（ヒッティングマーチ管理委員会参照）や、会長の応援団内のトラブルによる暴力事件での逮捕 などによりシーズン途中から再び活動を休止し、現在に至る。

### 加盟応援団
- 高槻強虎会
- 大阪烈虎会
- 大阪激虎会
- 神戸闘虎会
- 守口トラキチ会
- 豪虎会
- 両虎会

## その他の応援団
- 尼崎夢虎会（2004年、中虎及び守虎が排除され、応援団が激減した際も活動したが高齢化により活動終了。）
- ロンドン猛虎会（イギリス・ロンドン在住の阪神ファンによる団体[14][15]）

## 参考資料
- 高橋 豪仁 (2006) プロ野球私設応援団の下位文化研究 . 体育学研究, 51: 139-150 .